# Hartmut Niederwöhrmeier
Hartmut Niederwöhrmeier (* 2. November 1945 in Bad Salzuflen) ist ein deutscher Architekt und Hochschullehrer.

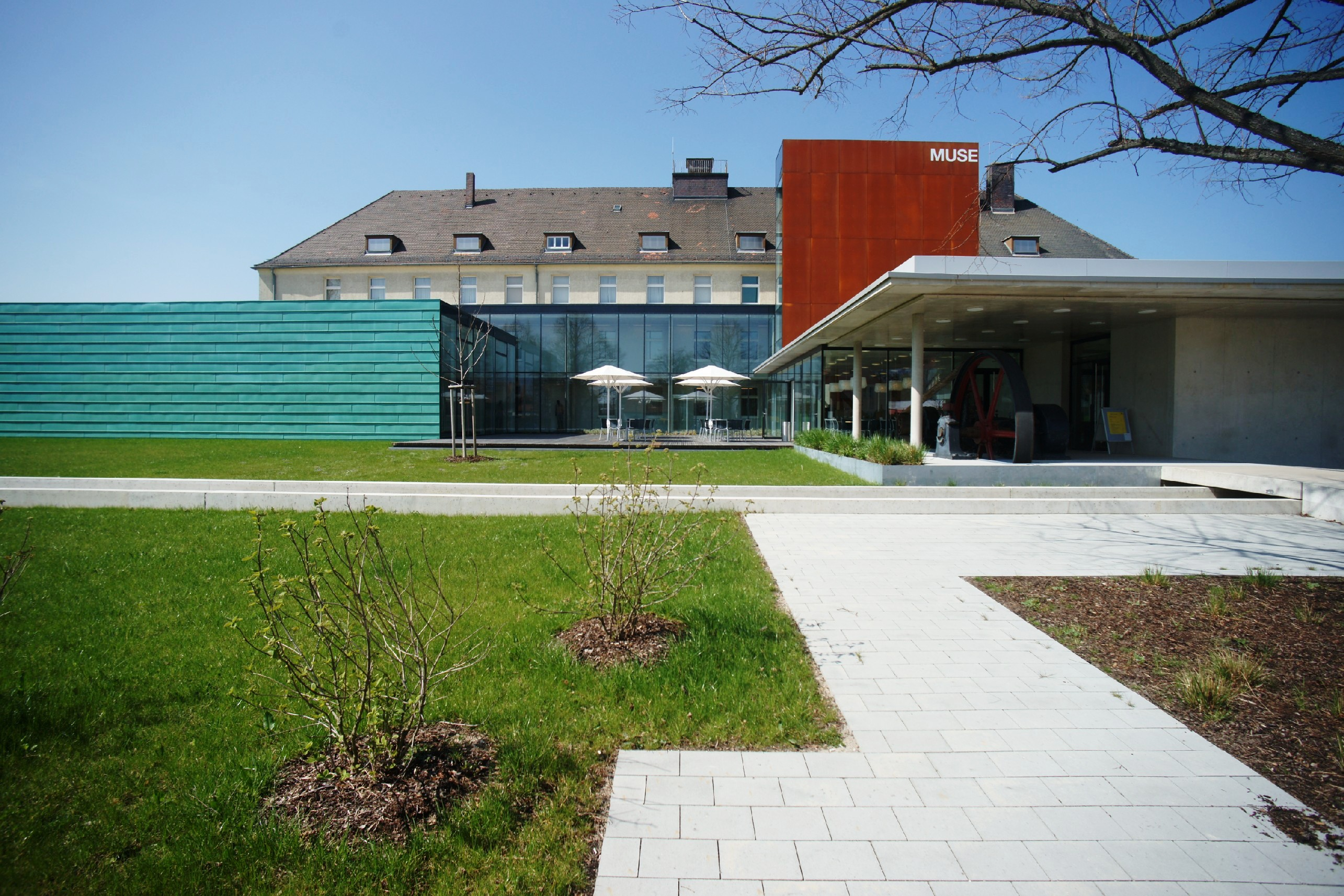
Stadtmuseum Schwabach

## Werdegang
Hartmut Niederwöhrmeier machte 1966 sein Abitur am Hermann-Vöchting-Gymnasium in Blomberg. Er studierte Architektur an der Technischen Hochschule Darmstadt. 1974 schloss Niederwöhrmeier das Studium mit der Diplom-Hauptprüfung ab, 1977 wurde er in Darmstadt zum Doktor-Ingenieur promoviert. Nach dem Studium arbeitete er als Projektpartner im Büro Behnisch & Partner in Stuttgart. 1980 gründete Niederwöhrmeier zusammen mit Heidi Kief-Niederwöhrmeier das Architekturbüro Niederwöhrmeier + Kief in Stein und Nürnberg. Er wurde 1985 in den Bund Deutscher Architekten BDA berufen. 1994 wurde Hartmut Niederwöhrmeier zum Dekan der Architektur-Fakultät der Technischen Hochschule Nürnberg Georg Simon Ohm gewählt. Dieses Amt hatte er drei Jahre inne.

### Lehrtätigkeit
Zwischen 1986 und 2011 lehrte Hartmut Niederwöhrmeier als Professor für Baukonstruktion, Gebäudelehre und Entwerfen an der Technischen Hochschule Nürnberg Georg Simon Ohm.

### Gestaltungsbeiräte und Mitgliedschaften
Zwischen 1989 und 1992 war Hartmut Niederwöhrmeier stellvertretender Vorsitzender des Baukunstbeirats der Stadt Erlangen. Von 1994 bis 2000 war er Landesvertreter für Bayern beim Fachbereichstag Architektur. 1997 wurde er Vorsitzender der Fachrichtungskommission Architektur in Bayern. Zwischen 1998 und 2004 war er Mitglied und von 1999 bis 2001 Vorsitzender des Baukunstbeirats der Stadt Nürnberg. Zwischen 2004 und 2011 war Niederwöhrmeier Vorsitzender des Baukunstbeirats der Stadt Erlangen. 2005 wurde er für vier Jahre Mitglied des Präsidiums und des Bundesvorstands des Bund Deutscher Architekten BDA. Von 2010 bis 2013 war Hartmut Niederwöhrmeier Vorsitzender des Vorstands ASAP e. V. Akkreditierungsverbund für Studiengänge der Architektur und Planung. Von 2010 bis 2016 war er Mitglied des Stadtplanungsbeirats der Stadt Bamberg. Von 2011 bis 2016 hatte er den Vorsitz der Arbeitsgruppe „Aus- und Fortbildung“ der Bayerischen Architektenkammer inne. Zwischen 2011 und 2019 war er Delegierter des BDA im Verband Freier Berufe in Bayern e. V. Seit 2016 ist Hartmut Niederwöhrmeier gewähltes Mitglied der Vertreterversammlung der Bayerischen Architektenkammer und war von 2016 bis 2021 1. Vorsitzender des Ausschusses für Berufsordnung der Bayerischen Architektenkammer.

## Architektur
Die Architekturauffassung von Hartmut Niederwöhrmeier ist geprägt vom westfälischen Fachwerkbau mit seinen offenen Strukturen, von der erlebten Materialvielfalt im elterlichen Unternehmen Recker-Baustoffe und den Theorien von Frank Lloyd Wright, Hans Scharoun, Hugo Häring und Egon Eiermann. Diese Wurzeln ermöglichen ihm die Erfüllung vieler Kategorien im ausgewogenen und angemessenen Verhältnis in Abhängigkeit von der jeweiligen Bauaufgabe und dem jeweiligen Ort. Im ganzheitlichen Sinn steht er für die Achtung der umfassenden Dimensionen einer Bauaufgabe sowie deren schöpferische Umsetzung im Bauen und in der Verantwortung gegenüber der Gesellschaft und der Umwelt. Niederwöhrmeier ist der Auffassung, dass architektonisches Gestalten davon erzählt, was realisierbar war und was für wichtig gehalten wurde. Architektur ist für ihn Ausdruck der Kräfte, die beim Entstehen wirksam waren. In der Materialisierung des Entwurfs geht es für ihn um das Einzelne im Ganzen und die Sichtbarmachung dessen Funktion in einem offenen System. Raumbildung wird in Analogie zu und unter Einbeziehung von demokratischen Prinzipien gesehen.

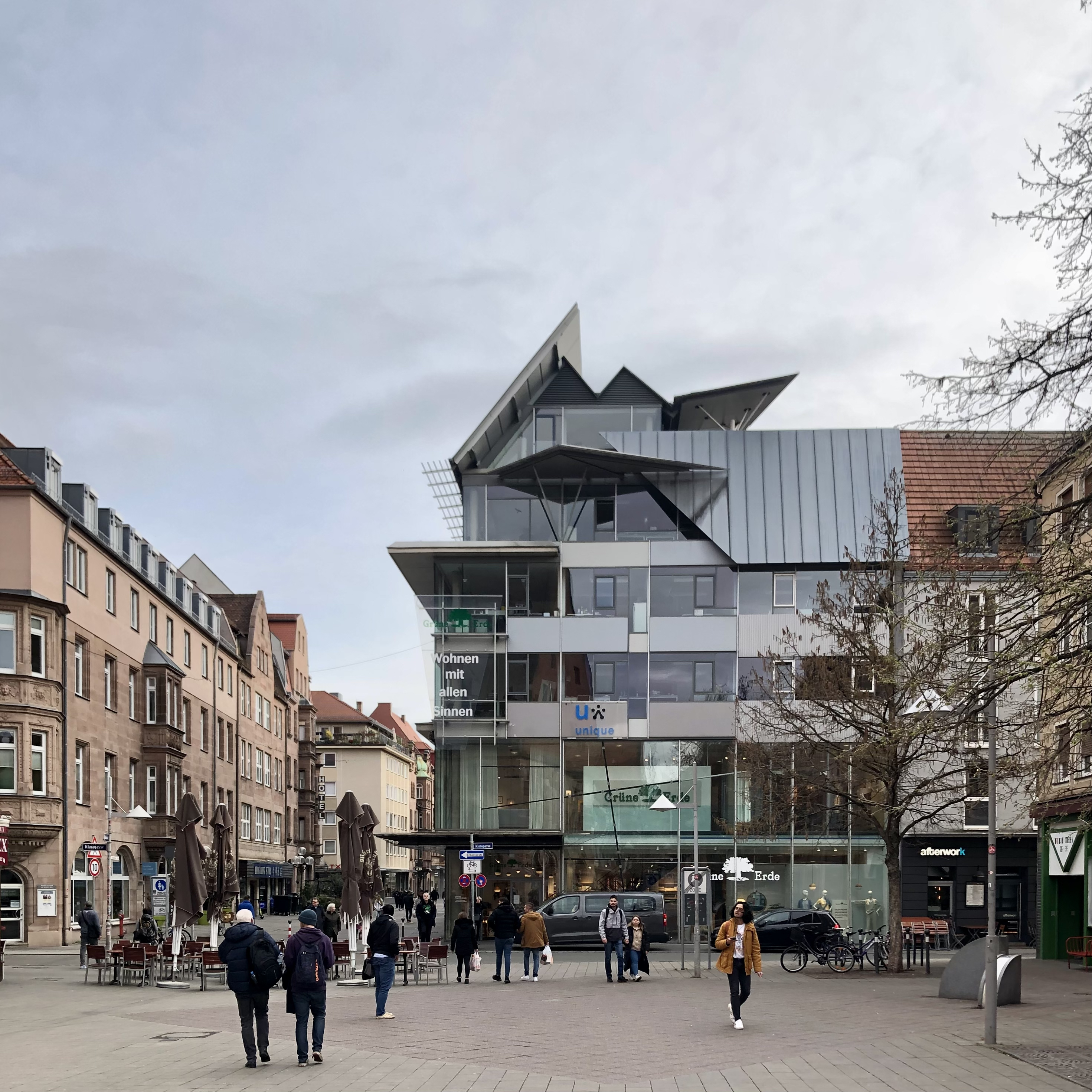
Geschäfts- und Bürohaus Wüst Raumgestaltung, Nürnberg

## Bauwerke (Auswahl)
- 1986–1988: Eingangshalle mit Verwaltung und Fitness-Studio am Freizeitbad Palm Beach, Stein bei Nürnberg
- 1988–1991: Verwaltungsgebäude – Stadtwerke, Stein bei Nürnberg
- 1989–1992: Grund- und Teilhauptschule, Schönwald[8][9]
- 1990–1992: Stadtvillen Rankestraße, Nürnberg[10]
- 1990–1995: Städtischer Kindergarten, Langenzenn[11]
- 1992–1995: Geschäfts- und Bürohaus Wüst Raumgestaltung, Nürnberg[12]
- 1994–1997: Um- und Neubau der Bayerischen Vereinsbank, Fürth[13]
- 1996–1998: Wohnhaus im Knoblauchsland, Nürnberg[14]
- 1998–1999: Bayerische BauAkademie – Konversion einer Kaserne durch Um-, An- und Neubauten in ein Fortbildungszentrum des Bayerischen Baugewerbes, Feuchtwangen[15][16] mit Werkgemeinschaft Freiraum
- 1998–2001: Kinderkulturzentrum „Kachelbau“ im Kief´schen Bau des ehemaligen Schlachthofareals, Nürnberg[17]
- 1998–2003: Sportzentrum der Julius-Maximilians-Universität Würzburg, Hubland[18][19] mit Werkgemeinschaft Freiraum
- 1999–2003: Lifestyle Kaufhaus Breuninger mit T-Punkt Megastore, Nürnberg[20]
- 2000–2003: Vorstands- und Medienbereich mit Pressesaal im Verwaltungszentrum der Bundesagentur für Arbeit, Nürnberg[21]
- 2002–2007: IT-Systemhaus – Verwaltungsgebäude mit Hochsicherheitszentrum der Bundesagentur für Arbeit, Nürnberg[22]
- 2006–2009: Stadtmuseum, Schwabach[23][24][25]
- 2014–2015: Evangelischer Kindergarten, Nürnberg / Gaulnhofen[26]
- 2010–2016: Mutterhaus Hensoltshöhe – Projekt Umbau und Modernisierung mit Großküche sowie Ver- und Entsorgungsgebäude und Außenanlagen, Stiftung Hensoltshöhe, Gunzenhausen[27][28][29]
- 2016–2021: Ev. – Luth. „Gemeindehaus b11“, Erlangen[30][31]

## Auszeichnungen und Preise (Auswahl)
- 1993: Anerkennung – Holzbaupreis Bayern für Kindergarten, Langenzenn
- 1995: Besondere Erwähnung – BDA Preis Bayern für Wüst Raumgestaltung, Nürnberg[32]
- 1995: Anerkennung – Deutscher Architekturpreis für Grund- und Teilhauptschule, Schönwald
- 1998: Anerkennung – Auszeichnung Guter Bauten Franken für Wüst Raumgestaltung, Nürnberg
- 2002: Anerkennung – Auszeichnung Guter Bauten Franken für Wohnhaus im Knoblauchsland, Nürnberg
- 2004: Engere Wahl – Gestaltungspreis der Wüstenrot Stiftung in der Kategorie „Bauen für Kinder“ für Kinderkulturzentrum im Kief´schen Bau des ehemaligen Schlachthofs, Nürnberg
- 2004: 2. Preis – Verzinkerpreis für Sportzentrum am Hubland, Würzburg
- 2004: 3. Preis – Antonio-Petrini-Preis für Sportzentrum am Hubland, Würzburg
- 2004: Anerkennung – Architekturpreis der Stadt Nürnberg für Wohnhaus im Knoblauchsland, Nürnberg

## Ehemalige Mitarbeiter (Auswahl)
- Dirk Leeven
- Michael Grimm
- Jürgen Schmidt
- Volker Schmidt
- Robert Sedlak

## Vorträge (Auswahl)
- 1981: „Die Entwicklung der Hochhäuser“, TU Darmstadt
- 1983: „Hochhäuser – Geschichte-Konstruktion-Gestalt“, AAI, Landesmuseum, Münster
- 1989: „Lichtarchitektur – Wie man lebt, so baut man“, AAI, Schloss Nordkirchen
- 1997: „Hugo Kükelhaus in der Architektur – Auf der Suche: Über Wege zur Gestalt“, Soest
- 2000: „Alt und Neu – Fügungen und Kontraste – Eigene Bauten im historischen Kontext“, Akademie der Bildenden Künste Nürnberg
- 2001: „Auf der Suche: Über Wege zur Gestalt“, Vortragsreihe Regionales Bauen, Weiden
- 2001: „Vom Ganzheitlichen. Ein Werkbericht“, Bauhütte, Würzburg
- 2002: „Lifestyle Kaufhaus Breuninger Nürnberg“, EXPO REAL, Neue Messe Riem
- 2007: „Insel Hombroich – Erwin Heerich und seine Arbeit“, Regensburg
- 2008: „Sep Ruf in Nürnberg – Festvortrag zum 100. Geburtstag“, Neues Museum Nürnberg
- 2009: „L’architecte allemand Sep Ruf“, Ecole Nationale Supérieure d’Architecture, Nancy
- 2009: „Die Kunst der Architektur“ „Architektur: Konzepte – Konkretisierungen – Kunst“, Kunstmuseum, Erlangen
- 2011: „Die Moderne um Sep Ruf – Sep Ruf und die Sehnsucht nach Licht“, Architektur der Moderne in Fulda, Eröffnungsvortrag, Vonderau Museum, Fulda
- 2013: „Bologna process – towards the european higher education area“, Köln
- 2013: „Entwicklung Kasernenareal – Stadtmuseum Schwabach“, Reihe Werkberichte, Neues Museum Nürnberg
- 2014: „Ehemalige Hauptpost und Bahnhofsplatz“, BDA – Sechste Architekturwoche A6 Bayern – dicht.DAZWISCHEN.säen, Nürnberg
- 2015: „Kinderkulturzentrum Kachelbau“, Nürnberg
- 2025: „einfach komplex“, Dessau[33]

## Filmografie
- 2020: Das Gemeindehaus b11 wächst[34]
- 2020: Gemeindehaus b11 im Bau[35]

## Publikationen
- Nicolette Baumeister (Hrsg.): Niederwöhrmeier + Kief. Bauten und Projekte 2005 bis 2020. Büro Wilhelm Verlag, Amberg 2020, ISBN 978-3-948137-19-9[36]
- Nicolette Baumeister (Hrsg.): Niederwöhrmeier + Kief. Ausgewählte Bauten 1980 bis 2005. Büro Wilhelm Verlag, Amberg 2005, ISBN 3-936721-20-3[37]